# 井上幸一 (アニメ)
井上幸一（いのうえこういち、1960年8月31日 ‐ ）は、アニメーション制作会社サンライズの元企画室室長。山形県生まれ。
妻は元サンライズの社員で小説家の河原よしえ。

## プロフィール
玩具メーカー・トミー（現・タカラトミー）に勤めていたが、退社し日本サンライズ（現・サンライズ）へ入社。『太陽の牙ダグラム』や『装甲騎兵ボトムズ』等の作品で企画、文芸、設定制作を担当する。
後に『魔神英雄伝ワタル』や勇者シリーズの一作目『勇者エクスカイザー』、同様にエルドランシリーズの一作目『絶対無敵ライジンオー』の企画を手がけた。
近年はアニメーション制作に取り組んでおり、フルCG作品『機動戦士ガンダム MS IGLOO -1年戦争秘録-』のプロデュースを担当。また、ロボット格闘技大会「ROBO-ONE」の公式審査員を務めている。
2016年3月、30年以上勤めたサンライズを退社した。